# Aimi Yoshikawa
Pour les articles homonymes, voir Yoshikawa (homonymie).
Aimi Yoshikawa (吉川あいみ, Yoshikawa Aimi), née le 20 mars 1994, à Yokohama est une idole de la vidéo pour adultes et actrice japonaise.

## Carrière
Yoshikawa fait ses débuts en tant que mannequin en août 2012 dans la vidéo Aimi Yoshikawa Rising Star Debut. En décembre 2012, son passage de la modélisation grand public aux vidéos pour adultes (AV) est annoncé. Elle fait ses débuts en janvier 2013 dans Aimi Yoshikawa AV DEBUT. En décembre 2013, elle reçoit le prix de la meilleure actrice aux SOD Awards.
En 2014, elle passe de SOD à l'équipe ZERO, un nouveau fabricant AV créé à l'automne 2013. En 2015, elle rejoint Wanz Factory.
En 2013, Yoshikawa fait ses débuts d'actrice dans un film grand public dans Goddotan Kiss Patience Championship - The Movie, une comédie basée sur l'émission de variétés Goddotan. En 2014, elle joue le rôle principal de Hazuki Luna dans Ai LOVE Movies ! Hen, une adaptation de la série manga Ikenai Luna Sensei!,.
Actrice prolifique de petite taille et aux gros seins, Yoshikawa fait des apparitions dans plus de 280 vidéos au cours de sa carrière dans une grande variété de rôles, y compris des rôles SM et lesbiens. 